# Кучково поле
Ку́чково по́ле — историческая местность на севере центральной части Москвы, между современными Лубянской площадью и Сретенскими воротами.

## История и описание
Москвоведческая традиция, сложившаяся не ранее XVII века, связывает начало истории Кучкова поля с именем легендарного владельца окрестных земель Степана Ивановича Кучки. Сильный и гордый суздальский боярин, по позднему литературному преданию, был казнён князем Юрием Долгоруким за непокорство. Детей Кучки князь велел отослать во Владимир.
К середине XII века, когда Кучково поле могло обрести своё историческое имя, собственно полем могла называться 500—700 метровая полоса вдоль бровки левого коренного берега Неглинной в пределах нынешних бульваров. Начало городского освоения Кучкова поля в пределах нынешнего Китай-города следует относить к XIII веку. 
В 1397 году на Кучковом поле был построен Сретенский монастырь. 
В XII—XV веках через Кучково поле проходила дорога на Ярославль (позднее улица Большая Лубянка). 
Городское освоение территории Кучкова поля за нынешним Бульварным кольцом относится ко второй половине XVI—XVII веков, тогда же это название исчезает из употребления.